# Erziehungskonzept
Ein Erziehungskonzept (auch: eine Erziehungsphilosophie, eine pädagogische Theorie) ist ein auf bestimmten überindividuellen Wertprinzipien bzw. Erziehungsnormen basierender, mehr oder weniger konsistenter theoretischer Entwurf, eine Idee von Erziehung. Zu den Kennzeichen eines Erziehungskonzepts zählen bestimmte Erziehungsziele sowie bestimmte Erziehungsmethoden und Erziehungsmittel.
Die Geschichte der Erziehung kann beschrieben werden als eine Geschichte des Entstehens, des Wandels und des Untergangs von Erziehungskonzepten.

## Begriffsbestimmung
Obwohl es sich um einen Grundbegriff der Pädagogik handelt, der in der Literatur häufig verwendet wird, haben Pädagogen sich kaum je um eine genaue Definition bemüht. Selbst in manchen pädagogischen Reallexika kommt das Lemma nicht vor. Wo Begriffsbestimmungen versucht werden, bleiben sie meist recht vage, wie etwa bei Věra Vojtová, Wolf Bloemers und David Johnstone, die Erziehungskonzepte als die „Theorie“ beschreiben, die einer Erziehungspraxis zugrunde liege.
Erziehungskonzepte beruhen entweder auf kulturellen Traditionen (z. B. die christliche Erziehung) oder auf wissenschaftlichen oder weltanschaulichen Ideen und Theorien (Beispiele: Montessoripädagogik, Waldorfpädagogik). Die Bandbreite reicht von historisch gewachsenen, umfangreichen und komplexen Erziehungsphilosophien mit reichem Schrifttum (z. B. Reformpädagogik) bis hin zu den oft eklektischen Bedarfsschöpfungen individueller Leistungsanbieter.
Wie Harm Paschen aufgewiesen hat, sind Erziehungskonzepte dadurch gekennzeichnet, dass sie insbesondere zum Zeitpunkt ihrer Entstehung Defizite anderer verbreiteter Erziehungskonzepte behaupten und Alternativen aufweisen.

## Begriffsabgrenzung
Abzugrenzen sind Erziehungskonzepte von Erziehungsstilen, wie z. B. der autoritativen Erziehung, denen nicht notwendigerweise bestimmte Erziehungsziele oder -normen zugrunde liegen.
Im Gegensatz zu reinen Erziehungsmethoden, -techniken und -strategien (wie z. B. der konfrontativen Pädagogik, der gewaltfreien Kommunikation oder der Jungenarbeit) decken Erziehungskonzepte nicht nur bestimmte Problem- und Verhaltensbereiche, sondern die gesamte Sozialisation ab (Beispiele: Charaktererziehung, Erziehung zur Selbstständigkeit, Philanthropismus, Befreiungspädagogik, Erziehung zur sozialistischen Persönlichkeit, Antiautoritäre Erziehung, Antipädagogik).
Unterrichtskonzepte zielen eher auf Bildung als auf Erziehung.